# Notre-Dame-de-l’Assomption (Bréal-sous-Vitré)

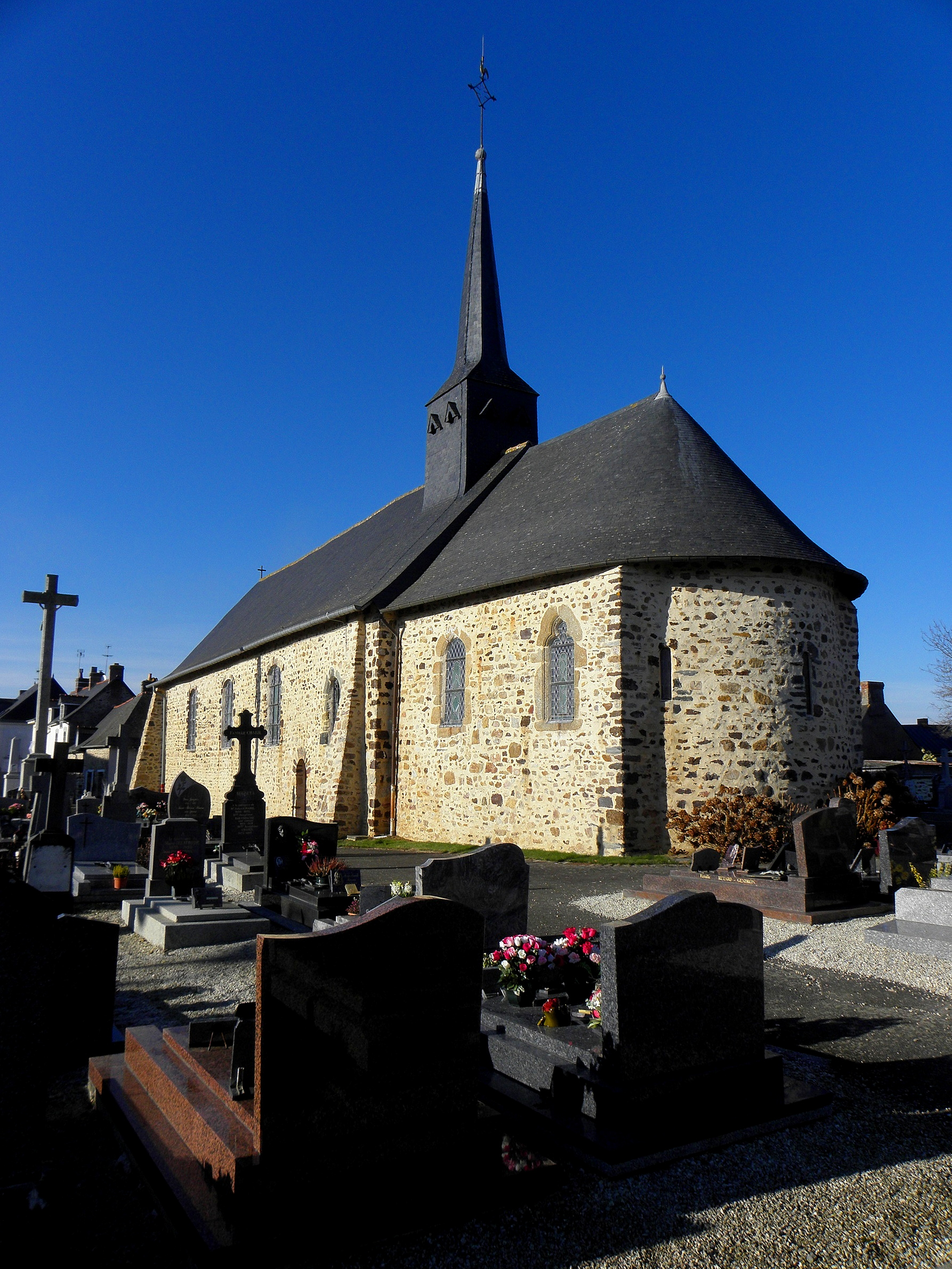
Kirche Notre-Dame-de-l’Assomption in Bréal-sous-Vitré

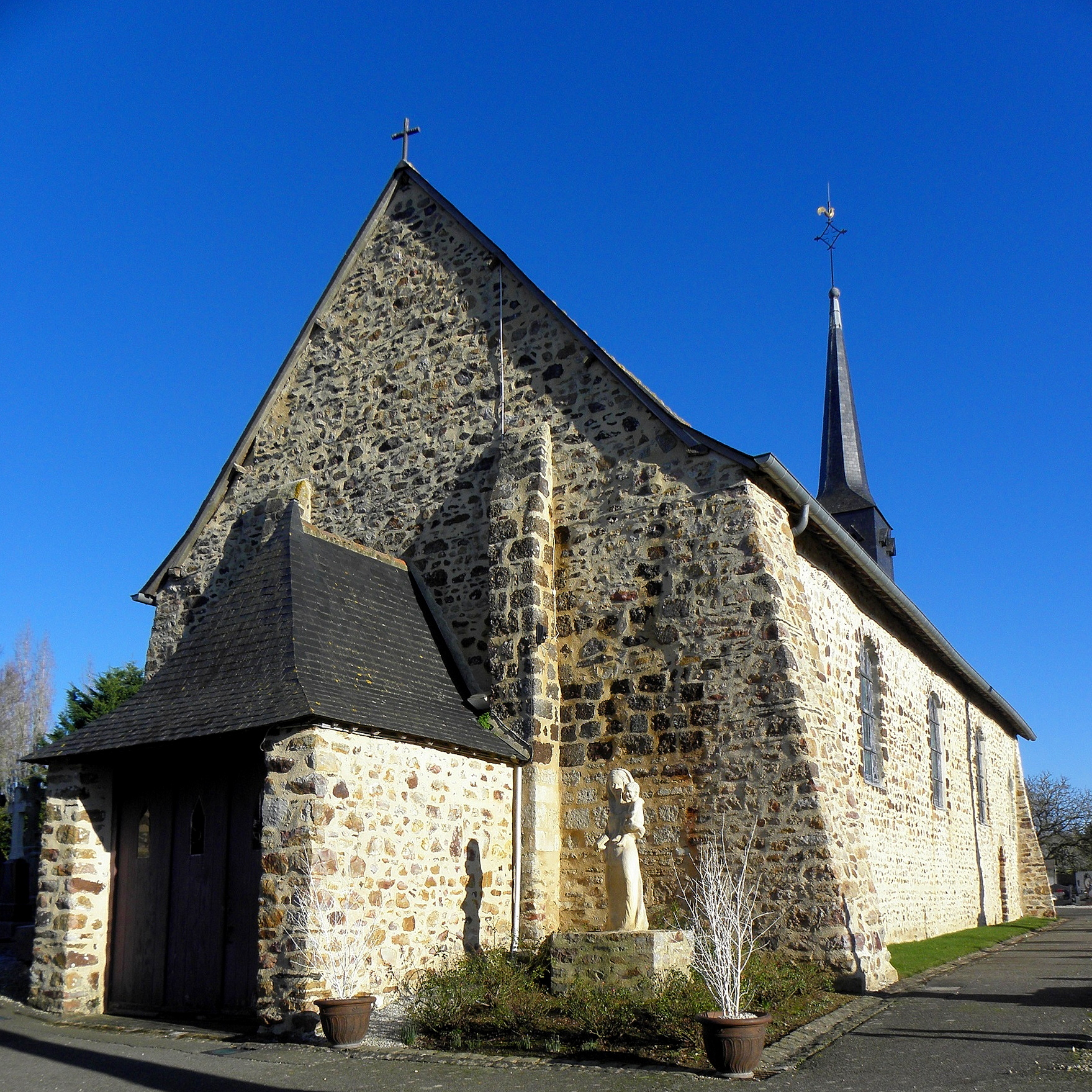
Portalvorbau

Die katholische Pfarrkirche Notre-Dame-de-l’Assomption in Bréal-sous-Vitré, einer französischen Gemeinde im Département Ille-et-Vilaine in der Region Bretagne, wurde im 11. Jahrhundert errichtet.

## Geschichte
Die Mariä Himmelfahrt geweihte Kirche ersetzte einen hölzernen Vorgängerbau, der zu einem Priorat der Abtei Saint-Serge in Angers gehörte. Aus der Prioratskirche wurde schon im Mittelalter die Pfarrkirche von Bréal-sous-Vitré.

## Architektur
Das einfache Kirchenschiff ist durch einen Triumphbogen von einem Chor aus Chorjoch und halbrunder Apsis getrennt. Der Chor, der kein Gewölbe trägt, ist etwas niedriger und schmaler als das Kirchenschiff. Über dem Triumphbogen erhebt sich der schiefergedeckte Glockenturm. Der Chor wird von fünf unterschiedlich großen Fenstern erhellt. Die zwei Fenster im Chorjoch wurden zu späterer Zeit vergrößert. Die Mauern der Kirche, die von mächtigen Strebepfeilern gestützt werden, sind aus Schieferbruchsteinen ausgeführt.
In der Westfassade öffnet sich zwischen zwei Strebepfeilern ein Rundbogenportal, das von einem hölzernen Vorbau überdacht wird.

## Ausstattung
Von der Kirchenausstattung ist ein monolithischer Taufstein, der mit einem dreiblättrigen Ornament verziert ist, erwähnenswert.